# رافائل باستوس
رافائل باستوس (به پرتغالی: Rafael Bastos) هافبک، هافبک اهل برزیل است که در شهر ریودو ژانیرو و در تاریخ ۱ ژانویهٔ ۱۹۸۵ به دنیا آمده‌است.
رافائل باستوس در تیم‌های فوتبال Bahia سابقهٔ حضور دارد.